# Ernst Laudon
Ernst von Laudon, plným jménem Ernst Olivier von Laudon, v českých pramenech Arnošt Laudon, v některých pramenech uváděno též Loudon (6. září 1832 Vídeň – květen 1915 Hadersdorf), byl rakouský šlechtic a politik z Moravy, v 2. polovině 19. století poslanec Říšské rady.

## Biografie
Patřil mu alodiální statek Bystřice pod Hostýnem na Moravě. Od roku 1857 měl titul c. k. komořího. Panství v Bystřici převzal do své správy od otce v roce 1856. K zámku v Bystřici pod Hostýnem měl vřelý vztah. Věnoval se botanice a chovu dobytka. V mládí měl k dispozici kvalitní vychovatele. Měl přehled v botanice a kultuře. Hrál v zámeckém divadle. V dospělosti se zabýval kultivací zámeckého parku. Byl členem Ústřední komise pro chov koní při ministerstvu zemědělství. Coby chovatel zvířat dovážel zahraniční plemena a pokoušel se o šlechtění koní ideálních pro potřeby zemědělské velkovýroby. Přispíval na rozvoj domovské Bystřice. Například do sbírky na výstavbu sirotčince přispěl částkou 1000 zlatých. Několika talentovaným chlapcům z Bystřice zaplatil malířské vzdělání. Roku 1861 uzavřel smlouvu s Michaelem Thonetem na odkup dřeva z místních lesů, díky čemuž se sídlo firmy Gebrüder Thonet přesunulo právě do Bystřice.
Byl aktivní i politicky. 7. ledna 1863 byl zvolen na Moravský zemský sněm za velkostatkářskou kurii, I. sbor. V zemských volbách v lednu 1867 zvolen nebyl, ale do sněmu se vrátil již v krátce poté vypsaných zemských volbách v březnu 1867, stejně jako v zemských volbách roku 1870. Zastupoval Stranu ústavověrného velkostatku. Podle jiného zdroje náležel k Straně středního velkostatku.
Zemský sněm ho 10. dubna 1867 zvolil i do Říšské rady (tehdy ještě volené nepřímo). Zastupoval v ní velkostatkářskou kurii. Na mandát v Říšské radě rezignoval roku 1868. Do Říšské rady se vrátil v prvních přímých volbách roku 1873 (za velkostatkářskou kurii na Moravě). Rezignaci na poslanecké křeslo oznámil dopisem 27. června 1877. Znovu uspěl ve volbách roku 1879, opět za velkostatkářskou kurii na Moravě. Rezignoval v roce 1883. Později byl členem Panské sněmovny (jmenovaná horní komora Říšské rady).
V roce 1898 získal titul c. k. tajného rady a roku 1901 Řád Františka Josefa.
Roku 1856 se oženil s Henriettou hraběnkou Seilern-Aspang. Měli syna Remigia Oliviera Laudona. Zemřel v květnu 1915.